# Distrito de Olá
El distrito de Olá es una de las divisiones que conforma la provincia de Coclé, situado en la República de Panamá.

## Toponimia
Su nombre proviene, según varios estudiosos, de una figura literaria asignada a «olas», de las que un poeta de entre los primeros pobladores, describió los pichachos del lugar simulando a un mar embravecido con sus olas.

## División político-administrativa
Está conformado por cinco corregimientos:
- Olá
- El Copé
- El Palmar
- El Picacho
- La Pava